# Al-Mansûr Abd al-Azîz ben Barquq
Pour les articles homonymes, voir Al-Mansur.
Al-Mansûr `Abd al-`Azîz ben Barquq est le frère cadet d'An-Nâsir Faraj et le fils d'Az-Zâhir Sayf ad-Dîn Barquq. Il est brièvement sur le trône des sultans Mamelouks Burjites en 1405.

## Biographie
En 1400, Tamerlan envahit la Syrie. Il en repart au début de l'année suivante après avoir pillé et incendié Damas sans avoir rien fait pour établir un pouvoir régulier. La Syrie est aussitôt réoccupée par les Mamelouks.
L'émir Chaykh al-Muhammudi, alors désigné comme gouverneur de Damas, s’allie avec l'émir Yachbak. Tous deux menacent sérieusement le sultan An-Nâsir Faraj en Syrie mais sont finalement vaincus. Chaykh al-Muhammudi perd son gouvernement.
En 1405, une nouvelle sédition dépose le sultan, qui doit fuir et est remplacé par son frère Abd al-Azîz qui prend le titre d’Al-Mansûr. Le parti de Yachbak triomphe et Chaykh al-Muhammudi devient lieutenant général du sultanat. Le règne d’Abd al-Azîz est des plus courts, soixante-dix jours après, An-Nâsir Faraj reprend son trône.